# Stefana Veljković
Stefana Veljković, cyr. Стефана Вељковић (ur. 9 stycznia 1990 w Jagodinie) – serbska siatkarka, reprezentantka kraju, grająca na pozycji środkowej. W kadrze narodowej zadebiutowała w 2007 roku. Od sezonu 2014/2015 i przez kolejne 4 sezony była zawodniczką Chemika Police.
Jej mężem jest siatkarz Srećko Lisinac. 1 lutego 2021 roku urodził im się syn Luka.

## Sukcesy klubowe
Puchar Serbii:
- 2006, 2007, 2008, 2010

Mistrzostwo Serbii:
- 2006, 2007, 2008, 2010
- 2009

Puchar CEV:
- 2010

Mistrzostwo Polski:
- 2015, 2016, 2017, 2018

Puchar Polski:
- 2016, 2017

Puchar Włoch:
- 2019

Mistrzostwo Włoch:
- 2019

Liga Mistrzyń:
- 2019

## Sukcesy reprezentacyjne
Mistrzostwa Europy Kadetek:
- 2007

Letnia Uniwersjada:
- 2009

Liga Europejska:
- 2010

Grand Prix:
- 2011, 2013, 2017

Puchar Świata:
- 2015

Mistrzostwa Europy:
- 2017, 2019
- 2021
- 2015

Igrzyska Olimpijskie:
- 2016

Mistrzostwa Świata:
- 2018

## Nagrody indywidualne
- 2007: MVP Mistrzostw Europy Kadetek
- 2010: Najlepsza zagrywająca turnieju finałowego Pucharu CEV
- 2016: MVP i najlepsza zagrywająca turnieju finałowego Pucharu Polski
- 2017: Najlepsza blokująca turnieju finałowego Pucharu Polski
- 2017: Najlepsza środkowa Mistrzostw Europy